# Grumman

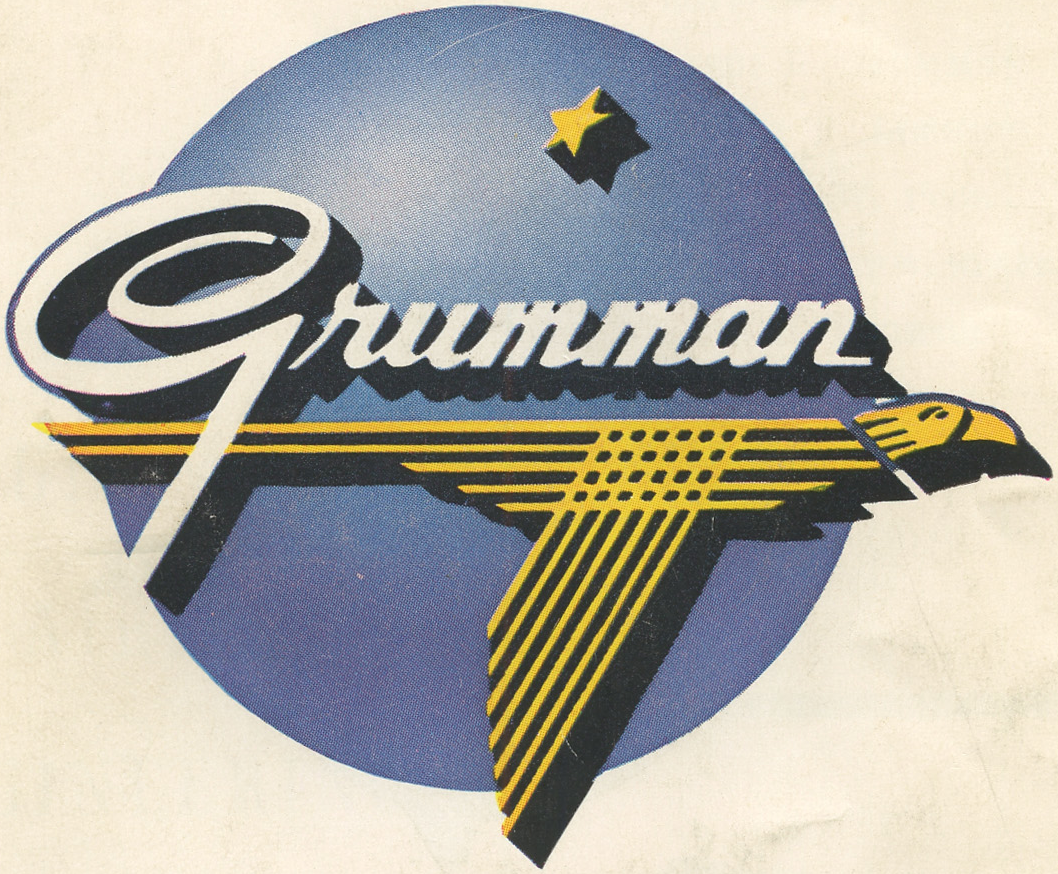
Oud logo van Grumman

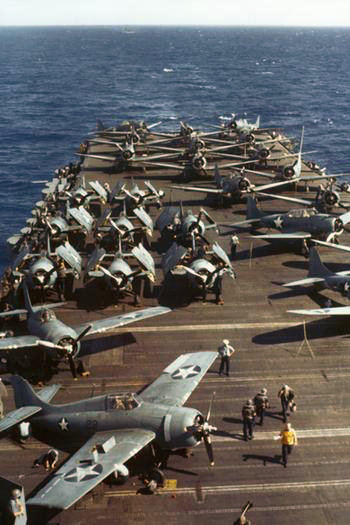
F4F Wildcat op het viegdekschip USS Wasp (1942)

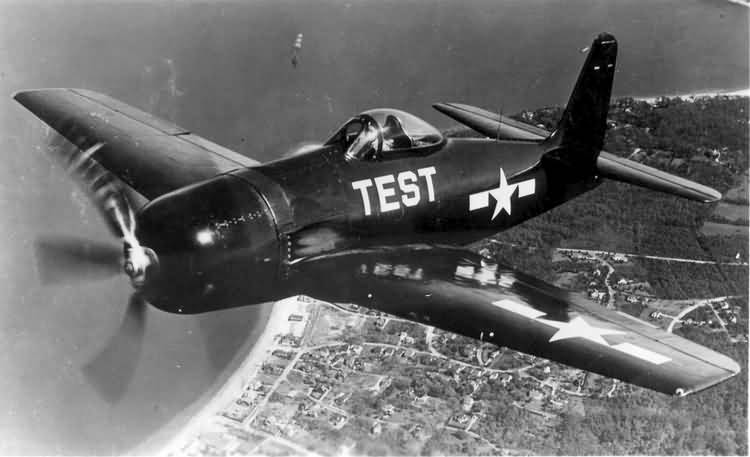
Grumman F8F Bearcat

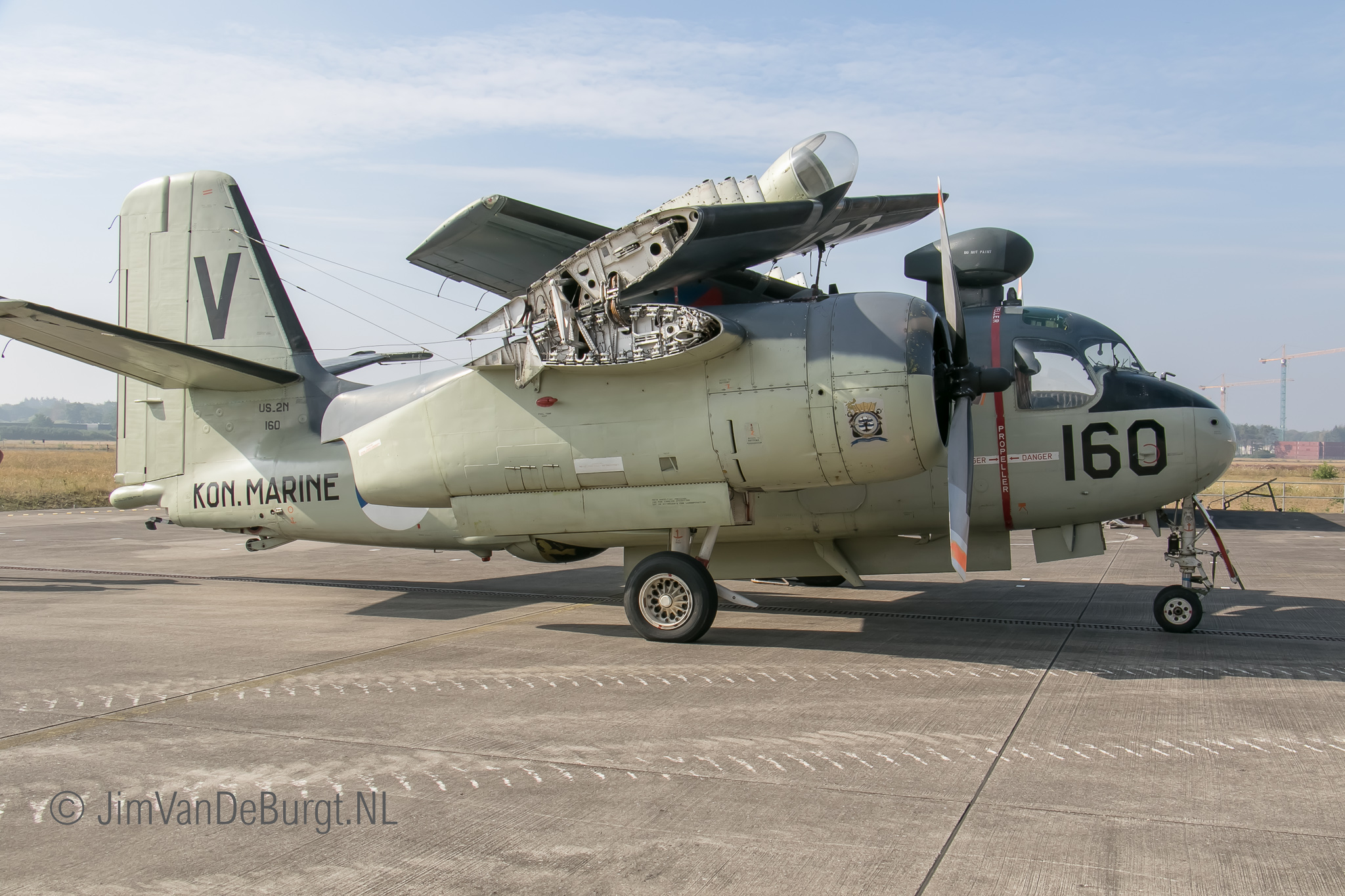
Grumman S-2 Tracker in de collectie van het Nationaal Militair Museum te Soest

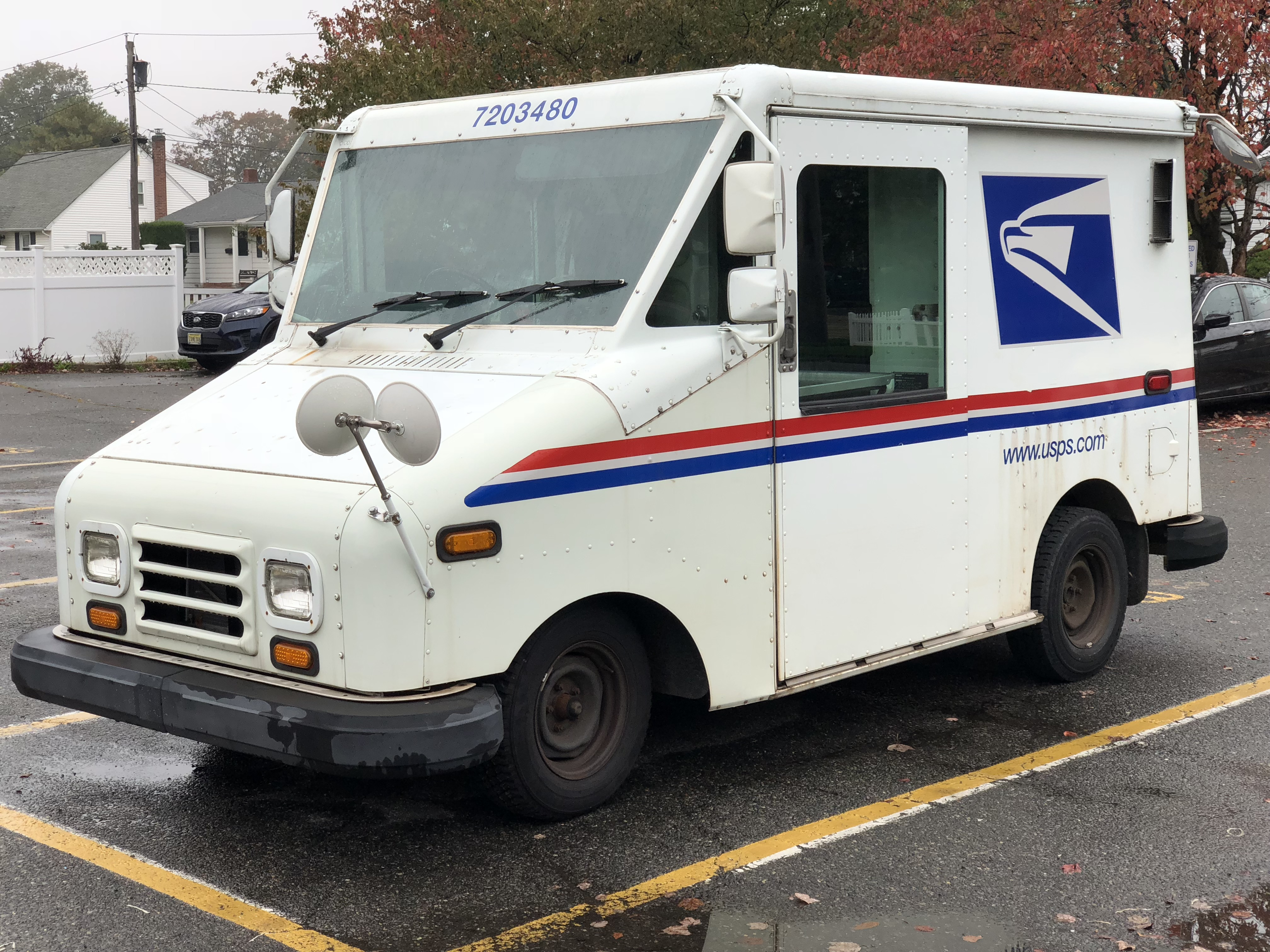
US Postal LLV bestelwagen

Grumman Aircraft Engineering Corporation, later Grumman Aerospace Corporation, was een Amerikaanse producent van militaire en civiele vliegtuigen. Het bedrijf werd opgericht op 6 december 1929 door Leroy Grumman en zijn zakenpartners. In 1994 fuseerde het met Northrop Corporation om samen onder de naam Northrop Grumman verder te gaan.

## Geschiedenis
Leroy Grumman (1895-1982) werkte vanaf 1920 voor de Loening Aircraft Engineering Corporation. In 1929 werd dit bedrijf overgenomen door Keystone Aircraft Corporation. Met de koop verhuisden de activiteiten van New York naar Bristol (Pennsylvania).
Leroy Grumman en drie andere ex-Loening collega’s, Edmund Ward Poor, William Schwendler en Jake Swirbul, begonnen hun eigen bedrijf in een oude fabriek van Cox-Klemin Aircraft Co. in Baldwin op Long Island. Hun bedrijf werd op 6 december 1929 opgericht en de officiële opening was op 2 januari 1930. De hoofdactiviteit was het lassen van aluminium buizen voor vrachtwagens, maar het bedrijf zocht ook contracten voor de Amerikaanse marine.
Grumman ontwierp voor watervliegtuigen de combinatie van drijvers met een intrekbaar landingsgestel. Met dit succes voor de marine werd Grumman een speler in de markt voor vliegtuigen. Voor de marine werd het eerste vliegtuig ontwikkeld, de Grumman FF-1. Dit was een tweedekker met intrekbaar landingsgestel en kwam in 1931 op de markt.
Tijdens de Tweede Wereldoorlog werd Grumman bekend om zijn serie vliegtuigen voor de marine, de zogenaamde "Cats", zoals de F4F Wildcat, F6F Hellcat, de F7F Tigercat en F8F Bearcat. Verder produceerde het ook een torpedobommenwerper, de TBF Avenger. In de oorlog stond Grumman op de 22e plaats van Amerikaanse bedrijven gemeten naar contractwaarde.
Het eerste straalvliegtuig van Grumman was de F9F Panther, opgevolgd door de verbeterde F9F/F-9 Cougar en de F-11 Tiger in de jaren vijftig. De grote naoorlogse successen van het bedrijf kwamen in de jaren zestig met de A-6 Intruder, S-2 Tracker en E-2 Hawkeye en in de jaren zeventig met de EA-6 Prowler en F-14 Tomcat. De marine gebruikt de Hawkeye nog altijd op de vliegdekschepen, terwijl het US Marine Corps de laatste Prowler, na 42 jaar, in maart 2019 uit dienst heeft genomen.
Grumman was ook actief betrokken bij de Amerikaanse ruimtevaartprogramma’s. Het kreeg op 7 november 1962 de opdracht voor de bouw van een tiental maanmodules, het eerste ruimtevaartuig dat mensen op de Maan bracht. Toen het Apolloprogramma zijn einde naderde, wilde Grumman het contract voor het ontwerp en bouw van de Spaceshuttle verkrijgen, maar dit contract ging uiteindelijk naar Rockwell International.
In 1969 werd de naam gewijzigd in Grumman Aerospace Corporation. In 1978 werd de Grumman-American divisie verkocht aan Gulfstream Aerospace. Datzelfde jaar nam het busfabrikant Flxible over en ze werkten samen aan de Grumman LLV (Long Life Vehicle), een lichte vrachtwagen voor de United States Postal Service. Het postbedrijf bestelde 99.150 LLV’s in totaal.
In de jaren vijftig begon Grumman met de productie van Gulfstream zakenvliegtuigen. De vliegtuigen werden gebruikt door bedrijven, particulieren en overheidsinstanties. Regionale luchtvaartmaatschappijen namen het ook in gebruik voor geregelde vluchten. In 1978 verkocht Grumman Gulfstream aan het Amerikaanse Jet Industries, dat de naam Gulfstream aannam. In 1985 nam autofabrikant Chrysler op zijn beurt weer Gulfstream over. Sinds 1999 is Gulfstream een volledige dochteronderneming van General Dynamics.
Het einde van de Koude Oorlog aan het begin van de jaren negentig zorgde voor lagere defensie-uitgaven en leidde tot een concentratiegolf van defensiebedrijven. In 1994 deed Northrop een bod op Grumman ter waarde van US$ 2,1 miljard. Na de afronding werd de naam van de combinatie Northrop Grumman. Martin-Marietta had eerder ook een bod op Grumman uitgebracht, maar dit bod van US$ 1,9 miljard werd door Northrop overtroffen. Grumman telde in 1994 zo'n 18.000 medewerkers.

## Naslagwerken
- (en)  Thruelsen, Ricahrd The Grumman Story. Praeger Publishers, Inc. (1976) ISBN 9780275542603
- (en)  Treadwell, Terry Ironworks: Grumman's Fighting Aeroplanes. Airlife Publishers (1990) ISBN 1853100706